# Cephalops terraereginensis
Cephalops terraereginensis är en tvåvingeart som beskrevs av De Meyer 1992. Cephalops terraereginensis ingår i släktet Cephalops och familjen ögonflugor. Inga underarter finns listade i Catalogue of Life.